# Progecov
Progecov was een Externe Dienst voor Preventie en Bescherming op het Werk in België, met de hoofdzetel in Gent (Oost-Vlaanderen, België).

## Situering
Progecov was een van de kleinere externe diensten voor preventie en bescherming op het werk in België.
Zij zorgde voor de periodieke medische onderzoeken van onderworpen werknemers, en zorgde op het gebied van risicobeheersing voor de domeinen ergonomie, psychosociale belasting, bedrijfsgezondheidszorg, hygiëne & toxicologie, arbeidsveiligheid en milieu.
Het grondgebied waarop het bedrijf deze opdrachten mocht vervullen, strekte zich uit over de provincies Oost- en West-Vlaanderen.
Progecov is op 31 maart 2007 gefuseerd met de EDPB Securex.
Adhesia · Attentia · CLB EDPB  · Certimed · CESI · Corporate Prevention Services (CPS) · IDEWE · Mediwet · Mensura · Premed · Provikmo · Securex · SPMT-ARISTA